# 헤트비히 회스
헤트비히 회스(혼전성 헨젤(Hensel), 독일어: Hedwig Höß, 1908년 3월 3일 ~ 1989년 9월 15일)는 아우슈비츠 강제 수용소 소장 루돌프 회스의 아내이다.

## 어린 시절
헤트비히 헨젤은 1908년 오스트발트 리하르트 헨젤과 리나 플로른디네 헨젤의 딸로 태어났다. 그녀는 화가 게르하르트 프리츠 헨젤이라는 남동생이 있었다.
1929년 8월 18일 루돌프 회스와 결혼하였다.  헤트비히와 루돌프 회스는 1934년 히틀러 청소년단에 통합된 독일 청년운동의 인민운동의 급진적인 정착단체인 아르타만족의 일원이었다. 부부는 5명의 자녀를 두었다. 1930년대에 그 가족은 포메라니아의 살렌틴 사유지에 살았다.

## 아우슈비츠 강제 수용소에서의 시간
1940년부터 헤트비히 회스와 그녀의 남편, 아이들은 아우슈비츠 강제 수용소 바로 옆에 넓은 정원이 있는 빌라에서 3년을 보냈다. 이 집과 수용소는 높은 벽으로만 분리되어 있었다.
아우슈비츠에 있는 동안 헤트비히 회스는 자신의 집에서 두 명의 폴란드 재봉사를 고용했는데, 이들은 무엇보다도 강제 수용소 희생자들의 훔친 옷을 수선하거나 고쳤다. 또한 그녀는 가사 및 정원 작업을 돕기 위해 수감자와 민간인 강제 노동자를 고용했다. 그녀는 또한 강제 수용소 부지에 바느질 가게를 세웠는데, 그곳에서 여성 수감자들은 주로 SS 대원들의 아내들을 위한 옷을 만들어야 했다.

## 전후 생활
전쟁이 끝난 후 루돌프 회스는 1945년 5월 "래트 라인 로스"를 통해 플렌스부르크로 탈출했다. 그는 아내와 다섯 자녀를 세인트 미카엘리스돈에 있는 설탕 공장에 배치했고, 그곳에서 영국군으로부터 심문을 받았다. 그는  뮈르비크 해군학교의 해군 동료 로서 "프란츠 랑"이라는 이름으로 새로운 정체성을 만들었다. 1946년 3월 영국 헌병대에 체포됐다. 그는 주요 전범에 대한 뉘른베르크 재판에 증인으로 등장했다. 그 후 그는 폴란드로 송환되어 1947년 3월 11일부터 29일까지 그곳에서 재판을 받았다. 1947년 4월 16일 아우슈비츠 수용소에서 사형이 집행되었다.
제1차 프랑크푸르트 아우슈비츠 재판에서 헤트비히 회스는 1964년 11월 19일 증인 심문을 받았고, 그곳에서 그녀는 루트비히스부르크에서 주부로 살았다고 진술했다.
전쟁 후 첫 몇 년 동안 아이들은 아버지가 어디에 있는지 몰랐다. 클라우스 회스는 어머니와 형제자매들을 데리고 슈투트가르트로 갔다. 그는 나중에 아내와 함께 오스트레일리아로 이주하여 가족과 함께 시드니에서 살았으며 , 그곳에서 1986년 초 알코올 중독으로 사망했다. 잉게브리기트 회스는 모자 제작자가 되는 법을 배웠고 프랑코 시대에 스페인으로 이주했다. 그곳에서 그녀는 크리스토발 발렌시아가에게 마네킹으로 발견되었고 미국인인 미래의 남편을 만났다. 그녀는 그와 함께 미국으로 가서 워싱턴 D. C.에 있는 유대인 소유의 패션 부티크에서 수년 동안 일했다. 그녀는 가장 최근에 버지니아주 알링턴군에 살았다.
성을 “회스”로 쓰는 한스위르겐은 가족과의 연락을 끊고 여호와의 증인 신도가 되었다. 그는 2020년경 독일 발트해에 있는 집에서 살았다.
헤트비히 회스는 1989년 9월 15일 알링턴에 있는 딸 잉게브리기트를 방문하던 중 사망했다. 그녀는 가명으로 화장되어 묘지에 묻혔다.